# Derrick J. Wyatt
Derrick J. Wyatt (Paw Paw, Míchigan, 10 de agosto de 1972 -Burbank, 26 de diciembre de 2021) fue un artista y diseñador de personajes animados. Asistió a la escuela de arte de Joe Kubert en Nueva Jersey, donde uno de sus profesores fue José Delbo otro fue Kim Demulder. Más tarde, recibió una pasantía en Spumco, California, que se convirtió en un empleo a tiempo completo con la compañía. Derrick dejó Spumco, y posteriormente obtuvo un empleo en Warner Bros. Animation, donde trabajó en la comedia y la serie de lucha libre Mucha Lucha como diseñador. Allí se unió al personal de Teen Titans y la Legión de Super Héroes como diseñador de personajes a tiempo completo. Posteriormente trabajo en Transformers Animated, Scooby-Doo Misterios S.A y Ben 10 Omniverse.
Fue director de arte, diseñador de personajes y un estilista de color en Cartoon Network.

## Trabajos
- Legion de Superhéroes
- Mansión Foster para Amigos Imaginarios
- Mucha Lucha
- Teen Titans
- Transformers Animated
- The Batman
- Scooby-Doo! Misterios, S. A.
- Ben 10: Omniverse